# Tranmere Rovers F.C.
Tranmere Rovers Football Club er en engelsk fodboldklub fra byen Birkenhead i regionen North West England. Klubben spiller i League Two, landets fjerdebedste række, og har hjemmebane på Prenton Park. Klubben blev grundlagt i 1884.

## Kendte spillere
- Steve Simonsen
- John Aldridge
- Jason McAteer
- Jason Koumas

## Danske spillere
- Ingen